# Gerardo Cuesta
Gerardo Cuesta (Montevideo, 1 de septiembre de 1917 - 13 de setiembre de 1981) fue un obrero metalúrgico y sindicalista uruguayo, detenido durante la dictadura cívico-militar en Uruguay.
Se desempeñó como dirigente del Sindicato Metalúrgico e integró el Partido Comunista del Uruguay, falleciendo en el Hospital Militar a raíz de las torturas recibidas durante su detención.

## Biografía
Nació en Montevideo, en el barrio de Nuevo París, siendo sus padres Manuel Cuesta, de filiación anarquista  y Josefa Vila.
Luego de la muerte de su madre en 1925, su padre, Manuel Cuesta se trasladó con los hijos a la ciudad de Mercedes para vivir con sus medias hermanas. Manuel Cuesta, trabajaba en la ciudad y fundó una cooperativa de obreros del sindicato panadero.
Gerardo asistió a la escuela rural, siendo un buen estudiante, si bien comenzó a trabajar a temprana edad con su padre en la creación de una granja cooperativa. De esta manera, abandona los estudios aunque se matriculó en cursos de tornero, por correspondencia.
Al cumplir dieciocho años regresa a Montevideo y comienza a trabajar en el taller de Pesce y Simeone.
Contrae nupcias con Mercedes Villalba, procedente de Soriano quien fallece al nacer el primer hijo del matrimonio,  Gerardo.
Como trabajador, se centró en las actividades sindicales, accediendo a la  secretaria general de la Federación Obrera Metalúrgica del Uruguay (FOMU). Su labor se fundó en la unidad de los trabajadores de la CNT, si bien se separa al momento de sindicalizarse por diferencias en la ideología, dado que Cuesta abogaba por la existencia de un sindicato metalúrgico único.

## Actividad política y sindical
Se destacó como uno de los fundadores de la Convención Nacional de Trabajadores (CNT) e impulsor del denominado Congreso del Pueblo, que antecedió a la fundación de la CNT. 
Asimismo, fue elcto diputado por la Lista 1001 perteneciente al Partido Comunista, el cual lo promovió a esta candidatura en 1966.
De esta manera, tuvo que alejarse hasta 1971 de la actividad gremial por incompatibilidad en los cargos acreditados.
En el parlamento, estuvo dedicado a los temas sindicales, desempeñando funciones en la Comisión de Legislación del Trabajo.
A su retorno a la conducción sindical, se manifestó en la Huelga General en rechazo a la dictadura en 1973.

## Detención y muerte
El 21 de enero de 1976 fue detenido, estando bajo la condición de desaparecido hasta el mes de julio del mismo año, siendo recluido en el Penal de libertad.
El 25 de agosto de 1981 fue transferido al Hospital Militar, impidiéndose el contacto con miembros de su familia, la cual es notificada de su fallecimiento el día 13 de setiembre, sin comunicar en el parte médico las causas de su deceso.

## Homenajes
En su honor, se fundó el Instituto Cuesta Duarte, perteneciente a la central obrera, el cual lleva su apellido y también el de León Duarte, anarquista y sindicalista, que al igual que Cuesta se destacó por la lucha en la esfera social.